# Woźniki (gemeente)
De gemeente Woźniki is een stad- en landgemeente in powiat Lubliniecki.
De gemeente bestaat uit de stad Woźniki en sołectwo: Babienica, Czarny Las, Dyrdy, Kamienica, Kamieńskie Młyny, Ligota Woźnicka, Lubsza, Piasek en Psary.

## Externe link

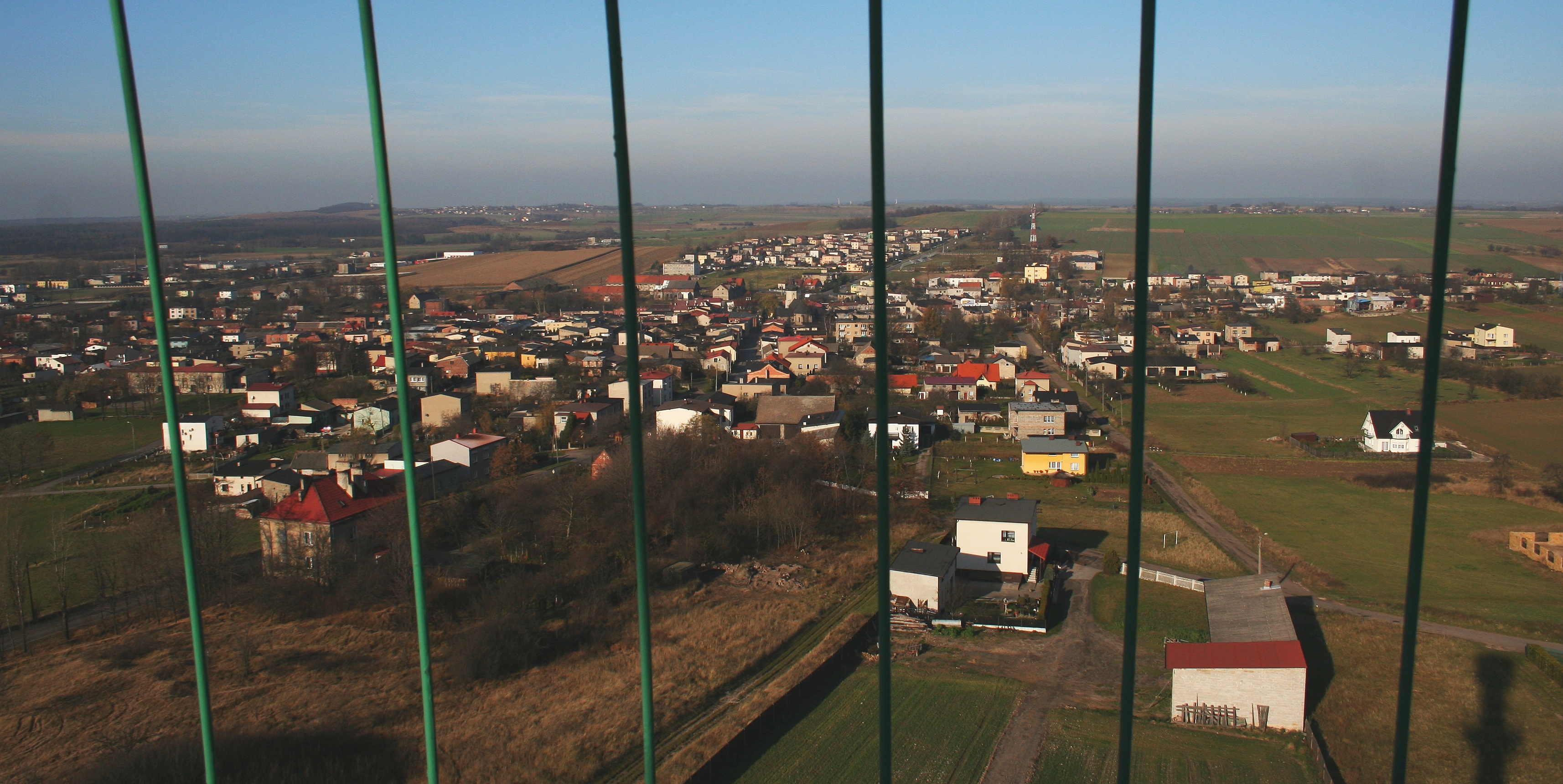
Woźniki

## Aangrenzende gemeenten
- powiat Lubliniecki

Koszęcin,
Boronów
- powiat Częstochowski

Starcza
- powiat Tarnogórski

Kalety
- powiat Myszkowski

Koziegłowy